# ＃5 (FLOWのアルバム)
『#5』（ナンバーファイブ）は、FLOWの5枚目のオリジナル・アルバム。

## 解説
前作『アイル』から11ヶ月で発売された。タイトル「#5」は自身5枚目のオリジナル・アルバムであることから。
初回盤はスペシャルパッケージ（三方背BOX仕様）、DVD付。
キャッチコピーは、『メジャーデビュー5周年を終え、今もなお初期衝動を忘れない5 Piece＝FLOW。史上、最もアグレッシヴな5枚目のオリジナル・アルバム、遂に完成!!!』

## 収録曲
特記以外作詞：Kohshi Asakawa／作曲：Takeshi Asakawa／編曲：FLOW
1. WORLD END (3:46)
  - 編曲：FLOW&Ikoman

16thシングル。
MBS・TBS系テレビアニメ『コードギアス 反逆のルルーシュR2』オープニングテーマ。
2. HEAVENLY STARS (2:59)
3. PULSE (3:38)
17thシングルの2曲目。
『X-TRAIL JAM in TOKYO DOME '08』公式テーマソング。
4. SNOW FLAKE 〜記憶の固執〜 (ALBUM VERSION) (5:11)
  - 編曲：FLOW&Masanori Shimada

17thシングルの1曲目。シングルバージョンにアウトロが追加されている。
TBS系『ランク王国』12月～1月エンディングテーマ
5. ANTHEM (3:55)
このアルバム発売日に、ラジオでO.A.された。
6. BRAND-NEW DAY (3:34)
  - 作詞：Keigo Hayashi
7. 赤いサイレン (3:35)
8. アンタレス (4:54)
9. MUSIC (3:29)）
10. WORD OF THE VOICE (3:47)
  - 編曲：FLOW&ha-j

15thシングル。
アニメ『ペルソナ 〜トリニティ・ソウル〜』オープニングテーマ
11. バタフライ (4:55)
  - 作詞：Takeshi Asakawa

TAKEが作詞に関わった最後の曲。
12. 学園天国 (3:11)
  - 作詞：阿久悠　作曲：井上忠夫

ボーナス・トラック。フィンガー5の同名曲をカバー。
KOHSHI曰く、「#5とフィンガー5をかけてみた。」と言っている。

## 初回特典DVD
- <MUSIC VIDEO>
  - WORD OF THE VOICE
  - WORLD END
  - SNOW FLAKE 〜記憶の固執〜

- <BONUS MOVIE>
  - MAKING OF "WORD OF THE VOICE"
  - MAKING OF "WORLD END"
  - MAKING OF "SNOW FLAKE 〜記憶の固執〜"
  - RECORDING DIARY